# Poesjkin (stad)
Poesjkin (Russisch: Пушкин) is een stad ten zuiden en onder jurisdictie van Sint-Petersburg. Er wonen ongeveer 95.000 mensen.
Het stadje werd door Peter de Grote gesticht in 1710 en heette eerst Sarskoje Selo, waaraan het Finse woord saari (eiland) ten grondslag ligt: het dorp bevond zich op een verhoging in een moerassige omgeving. Toen de tsaar er zijn zomerverblijf vestigde, werd de naam al snel verbasterd tot Tsarskoje Selo (tsarendorp). Tussen 1918 en 1937 werd de stad Detskoje Selo (kinderdorp) genoemd. In 1937 werd Tsarskoje Selo hernoemd tot Poesjkin, naar de grote Russische dichter Aleksandr Poesjkin, wiens honderdste sterfdag in dat jaar werd herdacht. De residentie Tsarskoje Selo is opgenomen op de UNESCO-werelderfgoedlijst.
In 1773 werd hier het Verdrag van Tsarskoje Selo gesloten, waarmee de Romanovs hun bezit in Holstein aan Denemarken afstonden.
Tsarskoje Selo werd in 1837 door een 26 km lange spoorlijn met Sint-Petersburg verbonden. Dit was de eerste Russische openbare spoorlijn.
Bezienswaardigheden zijn het Poesjkinmuseum, het Alexanderpaleis en vooral de voormalige zomerresidentie van de Russische Tsaren, het Catharinapaleis, een barokke creatie van Bartolomeo Rastrelli. Nabij het Catharinapaleis was gedurende 33 jaar het Tsarskoje Selo-lyceum gevestigd.

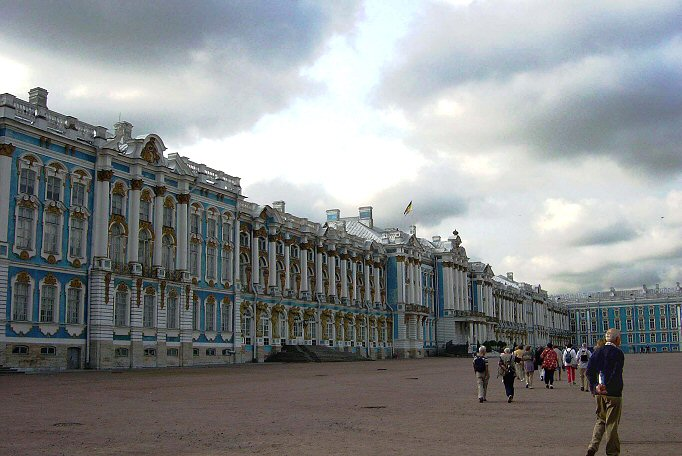
Het Catharinapaleis

Na het uitbreken van de Tweede Wereldoorlog, op 17 september 1941, werd de stad door Duitse troepen bezet. Verschillende gebouwen van het paleiscomplex werden verwoest of beschadigd en veel kunstwerken werden ontvoerd, waaronder de gehele binnenversiering van de Barnsteenkamer. De stad werd op 24 januari 1944 bevrijd als gevolg van het Krasnoye Selo-Ropsha-offensief.

## Bezienswaardigheden
- Catharinakathedraal
- Sofiakathedraal
- Feodorovskikathedraal
- Julianuskerk
- Catharinapaleis
- Alexanderpaleis

## Geboren in Poesjkin
- Constantijn Pavlovitsj (1779-1831), tsarevitsj, onderkoning van Polen
- Nicolaas Nikolajevitsj van Rusland (1831-1891), grootvorst van Rusland
- Nicolaas Aleksandrovitsj van Rusland (1843–1865), tsarevitsj
- Maria Aleksandrovna van Rusland (1853–1920), grootvorstin van Rusland, hertogin van Edinburgh, hertogin van Saksen-Coburg en Gotha
- Nicolaas II (1868-1918), tsaar van Rusland
- Sergej Mironov (1953), politicus